# Xanthosoma sagittifolium
Xanthosoma sagittifolium (L.) Schott, vulgarmente conhecida por orelha-de-elefante (quando usada como planta ornamental), macabo, mangará, mangará-mirim, mangareto, mangarito, taioba, taiova, taiá ou yautia, é uma espécie da família das Araceae, originária da América Central e hoje largamente cultivada nas regiões tropicais e subtropicais. Produz cormos ricos em amidos, muito utilizados na alimentação humana e animal. Suas cultura e a utilização são muito semelhantes às do taro.
A principal parte das plantas que é comestível são as folhas, que também são mais nutritivas, porém, os rizomas também podem ser consumidos depois de serem bem cozidos ou processados na forma de farinha. É preciso ter cautela, visto que nem todas as espécies podem ser ingeridas, como a taioba brava (Colocasia antiquorum Schott), que é tóxica. A taioba comestível exibe folhas e talos com cor verde brilhante, enquanto a taioba brava possui talos e folhas em tons verde-arroxeados 

## Etimologia
"Taioba" e "taiova" têm origem no tupi antigo taîoba, ou taîaoba, que etimologicamente significa taiá folhudo, rico em folhas (de taiá + oba, folha).

## Confusão com a taioba-brava
Vale destacar o perigo do consumo por engano da taioba-brava (Colocasia antiquorum Schott), planta tóxica se consumida por humanos devido ao oxalato de cálcio.
Ambas as plantas possuem oxalato de cálcio, e seu consumo causa ardor na garganta e na boca.
Para o consumo da taioba mansa, recomenda-se ferver as folhas por alguns minutos e, em seguida, escorrer a água usada.

## Valor nutricional
Em sua composição, encontramos cálcio, fósforo, ferro, proteínas e uma grande quantidade de vitaminas: vitamina A, vitaminas B1, B2 e C. Tanto o talo quanto as folhas apresentam os mesmos elementos, apenas em proporções diferentes. Nas folhas, encontramos mais ferro e mais vitamina A. O valor energético para cada 100 gramas de talo é de 24 calorias, enquanto que, nas folhas, temos 31 calorias para os mesmos 100 gramas.
A taioba, assim como pode ser observado no quadro 1, destaca-se na quantidade de potássio, fósforo, cálcio e ferro, tendo uma concentração em 100g desses micronutrientes maior do que muitas das hortaliças convencionais. Além disso, apresenta uma quantidade significativa de proteína em sua composição (3,05g/100g).
Quadro 1 - Teores de minerais em 100 g de base úmida da taioba 
| mg/100g | Sódio | Potássio | Magnésio | Cálcio | Manganês | Ferro | Zinco | Cobre | Fósforo |
| Taioba  | 1,05  | 302,86   | 23,82    | 77,63  | 0,32     | 1,17  | 0,21  | 0,10  | 50,60   |

Segundo outros estudos, essa espécie apresenta uma concentração ainda maior de cálcio, com 273,17 mg/100g na folha crua e na cozida esse número fica em 369,81 mg/100g, esse aumento se dá devido à solubilidade de algumas substâncias da taioba, possibilitando uma maior liberação de cálcio após o cozimento. Com isso, entende-se que essa PANC pode ser uma aliada no tratamento de complicações ósseas, como a osteoporose, em um contexto de planta medicinal e de suplementação alimentar. Porém, ainda são necessárias pesquisas mais aprofundadas que comprovem a sua eficácia.

## Modo de consumo
A taioba é muita apreciada nas cozinhas típicas de Goiás e de Minas Gerais. As pesquisas já comprovaram que a folha tem mais vitamina A do que a cenoura, o brócolis ou o espinafre. Por ser rica em vitamina A e amido, é um alimento fundamental para as crianças, idosos, atletas, grávidas e mulheres que amamentam.
Por ser uma hortaliça de consumo regional de algumas partes do Brasil, a taioba pode ser confundida com outras plantas parecidas da mesma família, como o taro e o inhame. Assim, ao escolher a taioba em um estabelecimento ou feira livre, é importante observar as características da planta, que também são importantes para garantir o consumo de um alimento em boas condições, como as folhas verde brilhante, túrgidas, sem machucados, áreas amareladas ou escurecidas. Quanto menores forem as folhas, significa que elas são mais novas e, portanto, mais macias, tendo um menor tempo de cozimento. Mesmo assim, comparada à couve ou ao espinafre, o tempo de cozimento da taioba é maior 
A taioba pode ser consumida integralmente, considerando folhas, rizoma e também talos, desde que passe por algum processo de cocção, pois não deve ser ingerida crua. Ela possui uma grande quantidade de oxalato, que é tóxico e causa sintomas como coceira. As folhas menores e mais novas também são vantajosas por terem menores quantidades desta substância. Ao cozinhar a taioba, os níveis de oxalato diminuem rapidamente e ela se torna segura para consumo, pois os processos de calor são capazes de reduzir as substâncias prejudiciais 
Dentre as várias preparações que podem ser realizadas com esta PANC, estão omeletes, quiches, tortas, sanduíches e todo tipo de receita que leve folhas ou talos verdes refogados ou cozidos, como o espinafre. Em países da Ásia, África, América Central e Ilhas do Pacífico, a planta é utilizada não só em preparações cozidas, mas também em pasta, farinha ou assada. Já no interior de Minas Gerais e Rio de Janeiro, na Região Sudeste do Brasil, as folhas e caules são utilizados em guisados e sopas. Deve-se levar em consideração o tamanho do Brasil e, consequentemente, que cada região apresenta suas particularidades 
Comunidades indígenas utilizam a taioba para curar picadas de tarântulas, escorpiões e cobras, além da preparação da planta em cozimento demorado e tradicional, por fervura, assamento, torrefação ou fritura, seja sozinho ou combinado a outros ingredientes para agregar sabor. Seu rizoma, que é semelhante a um pequeno inhame, é consumido cozido, frito ou em forma de farinha 
O seu armazenamento deve ser feito na geladeira, em sacos plásticos, podendo durar até uma semana a depender das características organolépticas do alimento, que deve se manter em bom estado. Já em temperatura ambiente, o tempo de vida da planta é muito curto, durando de 1 a 2 dias no máximo após a colheita, pois as folhas logo começam a murchar e escurecer 